# Jamaat ud-Dawa
Die Jamaat ud-Dawa Pakistan (Urdu جماعة الدعوہ پاکستان), wörtlich: „Gemeinde der Da'wa Pakistan“ (auch Jama'at ud-Da'wah) ist eine 2002 in Lahore (Pakistan) gegründete Organisation.
Hafis Mohammad Said gründete Jamaat ud-Dawa als Nachfolgeorganisation der von ihm gegründeten Laschkar-i-Toiba, nachdem diese als terroristische Vereinigung verboten worden war. Jamaat ud-Dawa, eine der größten Hilfsorganisationen Pakistans, finanziert sich durch Spenden der Mitglieder und Sammlungen. Die Organisation mit ihrer Zentrale in Muridke engagiert sich im kulturellen Bereich durch den Betrieb einer Universität sowie von Internaten, Krankenhäusern und sozialen Einrichtungen. Auch bei dem Erdbeben im Oktober 2005 in Pakistan stellte die Organisation Helfer. Ferner unterhält sie Koranschulen.
Nach den Terroranschlägen in Mumbai im November 2008, in deren Folge Vermutungen aufkamen, dass die Jamaat ud-Dawa den Tätern nahestehen könnte, ergriff die pakistanische Regierung Maßnahmen wie Hausarrest für Hafis Mohammad Said sowie acht weitere ranghohe Mitarbeiter und Verhaftung von über 40 Mitarbeitern der Organisation und etwa 150 Unterstützern. Ferner wurden 72 Büros und vier Krankenhäuser der Jamaat ud-Dawa geschlossen und Vermögen der Organisation eingefroren. Die Vereinten Nationen erklärten die Jamaat ud-Dawa zur terroristischen Organisation. Daraufhin demonstrierten am 12. Dezember 2008 hunderte Menschen vor dem UN-Büro in Kaschmir gegen das Vorgehen gegen Jamaat-ud-Dawa, wobei auch Parolen gegen die USA und Indien gerufen wurden. Die pakistanische Regierung stellte das Hauptquartier von Jamaat ud-Dawa in Muridke unter staatliche Aufsicht. Der Sprecher von Jamaat-ud-Dawa erklärte, dass die Organisation alle Verbindungen zu gewalttätigen Gruppen beendet habe: „Es gibt absolut keine Verbindung zu Lashkar[-i-Toiba]. Wir sind eine rein humanitäre Wohlfahrtsorganisation.“
Hafis Mohammad Said wurde im November 2017 von einem pakistanischen Gericht nach 10 Monaten aus dem Hausarrest entlassen.